# Externer Produktionsfaktor
Ein externer Produktionsfaktor ist in der Betriebswirtschaftslehre ein Produktionsfaktor, den der Nachfrager einer Dienstleistung in den Produktionsprozess einbringt.

## Allgemeines
Charakteristisch für die Produktionswirtschaft sind unternehmenseigene interne Produktionsfaktoren wie Roh-, Hilfs-, Betriebs- oder Werkstoffe, Betriebsmittel und Arbeitskräfte. Über diese von Erich Gutenberg entwickelten klassischen internen Produktionsfaktoren kann ein Unternehmen autonom disponieren, über die aus der betrieblichen Umwelt stammenden externen Produktionsfaktoren dagegen nicht. Derartige externe Produktionsfaktoren gibt es ausschließlich bei Dienstleistungsunternehmen. 
Der Begriff des externen Produktionsfaktors wurde von Rudolf Maleri 1970 mit seiner Dissertation in die deutsche Produktionstheorie eingeführt, die er um dienstleistungsspezifische Merkmale ergänzte. Hierin wies er unter anderem auf das Fehlen eines Rohstoffes bei der Dienstleistungsproduktion hin. 

## Merkmale
Der externe Produktionsfaktor kommt vom Absatzmarkt und geht im Regelfall nicht in das Eigentum des Herstellers über. Unter externen Produktionsfaktoren werden sämtliche materielle und immaterielle Güter des Kunden, seine Beteiligungsakte in Form von Arbeitsleistungen und Zeit typisiert. Die in der Dienstleistungsproduktion fehlenden Rohstoffe werden vom Kunden zwecks Bearbeitung beigesteuert, etwa das Kraftfahrzeug zur Reparatur.

## Arten
Je nach Wesens- und Erscheinungsform können externe Produktionsfaktoren in drei Grundtypen vorkommen.
- Materielle Güter und Tiere[7] werden als Dienstleistungsobjekte von außen, meist durch den Abnehmer in den Produktionsprozess eingebracht. Hierzu gehören beispielsweise Kraftfahrzeuge in der Autowerkstatt, Bekleidung in der Textilreinigung, Frachtgut wie beim Tiertransport oder Transportgut wie Reisegepäck.
- Immaterielle Güter werden von außerhalb des Unternehmens zugeführt und unterteilen sich in
  - reale Güter wie Informationen und
  - nominelle Güter wie Geld und Wertpapiere.
- Personen als Leistungsobjekt:[8]
  - Aktive Beteiligung des Dienstleistungsobjekts bei physischen oder psychischen Leistungen wie bei der Rehabilitation oder beim Nachhilfeunterricht.
  - Passive Beteiligung des Dienstleistungsobjekts bei Dienstleistungen am menschlichen Körper wie etwa in der Chirurgie, beim Friseur oder beim Personentransport.

Der externe Produktionsfaktor kann in folgenden Erscheinungsformen vorkommen:
| Erscheinungsformen des externen Faktors |                                    |                                    |                                    |                                    |                                    |                                    |                                     |                                     |                                     |                                     |                     |                     |                     |
| vom Kunden bereitgestellte Objekte      | vom Kunden bereitgestellte Objekte | vom Kunden bereitgestellte Objekte | vom Kunden bereitgestellte Objekte | vom Kunden bereitgestellte Objekte | vom Kunden bereitgestellte Objekte | vom Kunden bereitgestellte Objekte | Personen (Kunde selbst oder Dritte) | Personen (Kunde selbst oder Dritte) | Personen (Kunde selbst oder Dritte) | Personen (Kunde selbst oder Dritte) |                     |                     |                     |
| immateriell                             | immateriell                        | immateriell                        | materiell                          | materiell                          | materiell                          | materiell                          | aktive Beteiligung                  | aktive Beteiligung                  | aktive Beteiligung                  | passive Beteiligung                 | passive Beteiligung | passive Beteiligung | passive Beteiligung |

Der Kunde oder ein Objekt sind bei der Dienstleistungsproduktion der externe Produktionsfaktor. Da Kunden oder deren Objekte in den Produktionsprozess eingebracht werden, zeichnet sich die Dienstleistungsproduktion im Vergleich zur Sachgüterproduktion durch einen größeren Einfluss des Kunden aus. Die Mitwirkung kann von der Informationsbereitstellung (etwa Beschreibung des Defekts bei der Reparatur oder der Symptome beim Arzt) bis zur aktiven Mitarbeit (etwa beim Sprachkurs oder Sport) reichen.

## Bank- und Versicherungswesen
Externe Produktionsfaktoren sind im Bankwesen die Bankkunden und die von ihnen den Kreditinstituten überlassenen Informationen. Anleger müssen die Institute über ihre Risikoeinstellung unterrichten, damit sie und die gewünschten Finanzprodukte bei der Anlageberatung in die zutreffende Anlage- und Risikoklasse eingestuft werden können. Im Kreditgeschäft muss der Kreditnehmer vollständige Kredit- und Beleihungsunterlagen einreichen, damit die Institute bei ihrer Kreditwürdigkeitsprüfung die Kreditwürdigkeit zutreffend einschätzen können.
Im Versicherungswesen sind Versicherungsnehmer verpflichtet, ihre Versicherer im Rahmen ihrer Obliegenheiten Anzeigepflichten über Gefahrumstände (§ 19 VVG) zu informieren, arglistige Täuschung (§ 22 VVG) zu vermeiden und Gefahrerhöhungen (§ 23 Abs. 2 VVG, § 26 Abs. 2 VVG, § 57 Abs. 2 VVG) anzuzeigen.  

## Verkehrswesen
Externe Produktionsfaktoren gibt es auch im Personenverkehr (Fahrgast in öffentlichen Verkehrsmitteln; Passagier in der Personenschifffahrt; Passagierluftfahrt) und dem Güterverkehr (Frachtgut im Güterkraftverkehr oder Güterzug, in der Frachtschifffahrt und als Luftfracht) sowie der Beförderung von Reisegepäck. Diese Verkehrsträger können ihre Verkehrsleistung nur erbringen, wenn externe Produktionsfaktoren als Nachfrager auftreten.